# دربر (بم)
دربر یا دلبر، روستایی از توابع بخش مرکزی شهرستان بم در استان کرمان ایران است. روستای دربرازتوابع بخش مرکزی شهرستان بم در فاصله ۳۰کیلومتری شهر بم و دردامنه کوه شیر واقع شده‌است از جنوب شرقی با روستای دریجان و از شمال غرب با روستای جزین همسایه است

## جمعیت
این روستا در دهستان حومه قرار دارد و براساس سرشماری مرکز آمار ایران در سال ۱۳۹۵، جمعیت آن ۲۶۷ نفر بوده‌است.